# Guilherme II de Vilearduin
Guilherme II de Vilearduin, de Villearduin ou de Villeharduin (em francês: Geoffroi Ier de Villehardouin; m. 1278) foi príncipe da Acaia de 1246 até 1262, o ano que foi destronado pelo imperador bizantino. Posteriormente migrou para o Reino da França, onde estabeleceu a família.